# 末松広行
末松 広行（すえまつ ひろゆき、1959年〈昭和34年〉5月28日 - ）は、日本の農林水産官僚、教育者。東京農業大学総合研究所特命教授。
農林水産省関東農政局長、農村振興局長、経済産業省産業技術環境局長などを経て、農林水産事務次官を務めた。

## 人物
埼玉県浦和市（現さいたま市）出身。県立浦和高校に進学し、剣道部に所属していた。菱沼義久農林水産省技術総括審議官、元外交官・作家の佐藤優、Ｊリーグの村井満は高校のクラスの同級生。
1983年に東京大学法学部を卒業し、同年4月農林水産省へ入省。1998年には農水大臣秘書官となった。2000年には農林水産省食品流通局企画課食品環境対策室長となり、2002年からは、内閣参事官として小泉政権時代に総理官邸に出向。2006年大臣官房環境政策課長、2008年大臣官房食料安全保障課長、2010年林野庁林政部長、2014年関東農政局長、2015年農村振興局長を歴任した。末松は諫早市に出向していた経験もあり、農村振興局長時代は諫早湾干拓事業での堤防問題では陣頭指揮を執ることになった。2016年には農林水産省と経済産業省で初の局長級の人事交流が実施され、経済産業省へ出向し産業技術環境局長に就任。工業標準化法を産業標準化法にする法改正をするとともに経産省の人工知能研究政策、地球環境政策を統括した。
2018年、59歳の時に、奥原正明次官の後任として農林水産事務次官に就任。農林水産事務次官は次期次官の指定席である水産庁や林野庁の長官から昇格してくるのが慣例になっていたが、奥原正明に続き末松広行と2代続いて異例の人事だった。このイレギュラーな人事は、関税や補助金などの過保護政策によって弱体化して行き詰まった日本の農政の抜本改革を行う目的があった。農水省での勤務の傍ら、大学で客員教授として講義を行い、グロービス経営大学院のシンポジウムで農業の産業化を講演するなど、古い慣習に束縛されない行動派とされる。前任の奥原に引き続いて、農政改革の第二ラウンドが主な仕事となった。末松は、事務次官就任前から「頑張らない農協は淘汰されるのが大切だ。競争で生き残る農協が充実することで農業がよくなる」と公言してきた。事務次官になってからも、諫早市市長の宮本明雄市長らと連携し、多発する訴訟や有明海の漁業再生に尽力した。
2020年8月、農林水産事務次官を退任。大学教授の傍らフードデリバリーサービス協会代表理事（無給）、企業顧問などをするとともに全国の農業者の応援活動を行っている。

## 略歴
- 1959年5月 - 群馬県富岡市で生まれ、埼玉県浦和市で育つ。
- 1975年4月 - 埼玉県立浦和高校入学
- 1978年4月 - 東京大学文科一類入学
- 1983年3月 - 東京大学法学部卒業
- 1983年4月 - 農林水産省入省
- 1998年 - 農林水産大臣秘書官
- 2000年 - 農林水産省食品流通局企画課食品環境対策室長
- 2002年 - 内閣官房内閣参事官
- 2006年 - 農林水産省大臣官房環境政策課長
- 2008年 - 農林水産省大臣官房食料安全保障課長
- 2009年 - 農林水産省大臣官房政策課長
- 2010年 - 林野庁林政部長
- 2014年 - 農林水産省関東農政局長
- 2015年 - 農林水産省農村振興局長
- 2016年 - 経済産業省産業技術環境局長
- 2018年7月 - 農林水産事務次官
- 2020年8月 - 農林水産省退官
- 2021年1月 - マイファーム監査役、東京農業大学特命教授[8]
- 2021年2月 - 日本フードデリバリーサービス協会代表理事
- 2021年4月 - 東京大学客員教授
- 2021年6月 - SBIホールディングス取締役[9]、ネクシィーズグループ取締役[10]

## 著書
- 『食料自給率の「なぜ？」』扶桑社 2008年 ISBN 978-4594058241
- 『解説 食品リサイクル法』大成出版社 2008年 ISBN 978-4802805742
- 『逐条解説 公共建築物等木材利用促進法』大成出版社 2011年 ISBN 978-4802830072

## 挿話
- キーボード・ドラム演奏を趣味としており、川崎汽船社長の明珍幸一らとバンド「GIOTTO（ジオット）」を組んでいる[11]。農林水産事務次官時代には農林水産省のYouTubeチャンネル「BUZZ MAFF」のジングル演奏も手がけている。